# Adamo ed Eva (Valadon)
Adamo ed Eva (Adam et Ève) è un dipinto a olio su tela dell'artista francese Suzanne Valadon, realizzato nel 1909. Oggi è conservato al centro Georges Pompidou, a Parigi.

## Storia
Da giovane Suzanne Valadon aveva fatto da modella per molti pittori impressionisti, come Pierre-Auguste Renoir, e in seguito divenne anch'ella una pittrice. Ella aveva una relazione con il pittore André Utter, che era più giovane di 21 anni, quando realizzò questo dipinto, durante un periodo di grande attività produttiva. Suzanne decise di rappresentare sé stessa ed Utter come Adamo ed Eva nel giardino dell'Eden. La tela originale raffigurava Utter completamente nudo, ma l'artista decise di aggiungere delle foglie che gli coprono i genitali per permettere alla sua opera di essere esposta al Salone del 1920.

## Descrizione
Questo è il primo quadro creato da Valadon che raffigura una scena all'aperto. Inoltre si pensa che questo sia stato il primo dipinto di una pittrice a ritrarre una coppia nuda ad essere esposto pubblicamente. Eva è la pittrice stessa, che si autoritrasse nuda e più giovane di quanto non fosse in quel momento, mentre Adamo è il suo amante Utter. Nel quadro Eva sta per cogliere allegramente la mela, mentre si intreccia con Adamo. Nell'opera non è presente alcun serpente e questa tela può essere interpretata come una metafora della relazione di Valadon con un uomo più giovane, come se fosse il frutto proibito.
Secondo la biografa Catherine Hewitt, Suzanne confessò che "la coppia era imprigionata in un paradiso senza tempo ed entrambi erano responsabili del loro peccato".